# Cattedrale di Santa Maria (Amiternum)
La cattedrale di Santa Maria, conosciuta anche come Santa Maria in civitate, era la cattedrale della diocesi di Amiternum, antica sede episcopale della città sabina di Amiternum, nel territorio dell'attuale comune dell'Aquila.

## Storia
Nell'area in cui sono stati riconosciuti i resti archeologici dell'antica cattedrale sono attestate attività costruttive dal II e III secolo, ma i primi vescovi attestati della diocesi risalgono solamente al V secolo. La città era comunque in abbandono e la cattedrale fu ridotta a pieve già nella prima metà del IX secolo; tuttavia, il suo utilizzo come edificio di culto è attestato fino all'XI secolo, mentre al XII-XIII secolo risale un'area cimiteriale prospiciente. In quel periodo, la fondazione dell'Aquila comportò il definitivo abbandono dell'antica città e delle sue strutture.

## Descrizione
L'edificio era a tre navate, spartite da serie di colonne, con abside semicircolare, quest'ultimo risalente al VI-VII secolo. Molti furono infatti i rimaneggiamenti, con diverse strutture murarie aggiunte, senza soluzione di continuità, fino all'XI secolo.

## Scavi archeologici
Gli scavi nella zona denominata "Campo Santa Maria" iniziarono nel 2012 su spinta di archeologi dell'università degli Studi dell'Aquila e sono tuttora in corso. L'area, vicina all'anfiteatro romano e ai resti della via Cecilia, era l'unica a non essere stata oggetto di scavi e indagini geofisiche precedenti, a causa della presenza di macerie e boscaglia.